# 岐阜市立女子短期大学
岐阜市立女子短期大学（日语：／ Gifu Shiritsu Joshi Tanki Daigaku *），简称岐女短（ぎじょたん），是一所位于日本岐阜县岐阜市的公立短期大学。

## 概要

### 简介
- 学校最早可以追溯到1946年即专科学校的创立[1]。短期大学为于1950年开办、由岐阜市。这个短期大学不是岐阜女子大学的兄弟学校。

### 历史
以下出处
- 1950年 岐阜短期大学并同时设置英文科。招収男女学生。
- 1954年 改校名为岐阜女子短期大学。招収只女学生。
- 1955年 两个学科成立、以下列举。
  - 生活科
  - 服飾科
- 1969年 三个学科各自变更为、以下列举。
  - 英文科⇒英文学科
  - 生活科⇒食物营养学科
  - 服装科⇒服装学科
- 1988年 改校名为岐阜市立女子短期大学。
- 2000年 校园迁到一日市场北町从长良福光地区。国際文化学科成立。两个学科改编为、以下列举。
  - 服装学科⇒生活设计学科
  - 英文学科⇒英語英文学科
- 2002年 生活设计学科分离为两个专攻、以下列举。
  - 室内设计专攻[注 1]
  - 服装设计专攻[注 1]

### 宪章
- 请参看岐阜市立女子短期大学的标志 （页面存档备份，存于） （日語） 2013年11月20日阅览。

## 学校环境
- 校区：在岐阜县岐阜市

## 历任校长
- 木村秀夫：第一代短期大学校长[3]
- 竹森正孝：现在短期大学校长[4]

## 组织

### 学科
- 英语英文学科
- 食物荣养学科
- 生活设计学科
  - 室内设计专攻[注 1]
  - 服装设计专攻[注 2][注 1]
- 国际文化学科

### 专科
| - 没有 |

### 业余课程
| - 服装专修停办于1980年。 |

### 附属机关
| - 图书馆 |

## 相关链接
- 日本短期大学列表